# Женская сборная ГДР по волейболу
Женская национальная сборная ГДР по волейболу (нем. Frauen-Volleyballnationalmannschaft der DDR) — до 1990 года представляла Германскую Демократическую Республику на международных соревнованиях по волейболу. Управляющей организацией выступал Немецкий спортивный союз волейбола ГДР (Deutscher Sportverband Volleyball der DDR — DSVB).

## История
Немецкий спортивный союз волейбола ГДР (Deutscher Sportverband Volleyball der DDR — DSVB) образован в 1951 и в том же году был принят в ФИВБ.
Впервые женская национальная команда ГДР была сформирована для участия в волейбольном турнире III Всемирных игр молодёжи и студентов, которые прошли в Берлине в 1951 году. На нём сборная хозяек соревнований выступила неудачно, проиграв во всех четырёх сыгранных матчах сборным СССР, Чехословакии, Болгарии и Польши.  
Дебют женской национальной команды ГДР в официальных международных соревнованиях ФИВБ состоялся в 1956 году на чемпионате мира в Париже. В первом своём матче сборная ГДР обыграла хозяек первенства команду Франции со счётом 3:0. В дальнейшем команда из Восточной Германии одержала ещё три победы и 6 раз проиграла, заняв итоговое 8-е место.

Выступление сборной ГДР в последующие 18 лет особыми успехами не отличалось. Лучшее чего ей удалось добиться — это четвёртые места на чемпионатах Европы в 1963 и 1967 годах.
Значительный подъём результатов сборной ГДР начался с середины 1970-х и во многом связан с личностью главного тренера Дитера Грунда, возглавившего национальную команду в 1973 году. В 1974 на чемпионате мира, проходившем в Болгарии, команда ГДР стала четвёртой, уступив лишь признанным лидерам мирового женского волейбола тех лет — сборным Японии и СССР, а также Южной Корее. В последующее пятилетие сборная ГДР трижды становилась призёром европейских первенств (1975, 1977 и 1979), а в 1980 выиграла серебряные медали на московской Олимпиаде, уступив в финале в упорнейшей борьбе сборной СССР со счётом 1:3. Лидерами сборной ГДР образца 2-й половины 1970-х были такие волейболистки, как Карла Роффайс, Бригитте Фетцер, Мартина Шмидт, Андреа Хайм, Катарина Буллин, Аннетте Шульц, Карин Пюшель.
В начале 1980-х после относительной неудачи на чемпионате Европы 1981 (4-е место) и отказа от участия в мировом первенстве 1982 в сборной прошёл процесс смены поколений. Из серебряного олимпийского состава образца 1980 года в национальной команде ГДР остались только 4 волейболистки — К.Роффайс, А.Хайм, Х.Леманн и М.Шварц (Шмидт).
Серьёзная проверка для обновлённой сборной предстояла в 1983 году на домашнем чемпионате Европы. И волейболистки из Восточной Германии с блеском выиграли его, одержав 7 побед в 7 сыгранных матчах. В заключительный день турнира 25 сентября в Ростоке хозяйки первенства в фактически финальном матче встретились со сборной СССР и начало поединка сложилось в пользу советской команды, которая повела 2:0. Но затем волейболистки ГДР перехватили инициативу и вырвали победу 3:2, впервые став сильнейшими в Европе. Именно с этого турнира началось острое соперничество сборных СССР и ГДР на европейском континенте, когда команды до конца 1980-х годов попеременно становились чемпионами Старого Света (в 1985 и 1989 — СССР, в 1987 — ГДР). В 1986 национальная команда ГДР заняла высокое 4-е место на чемпионате мира в Чехословакии, уступив в полуфинале сборной Кубы, а в матче за 3-е место перуанкам. В 1988 восточные немки стали пятыми на Олимпиаде в Сеуле. Сильнейшими игроками сборной ГДР периода 1980-х являлись двукратные чемпионки Европы Ариане Радфан, Моника Бой, Майке Арльт, Уте Ольденбург, Грит Йенсен, чемпионки континента Карла Роффайс, Андреа Хайм, Хайке Леман, Мартина Шварц (Шмидт), Дорте Штюдеман, Хайке Йенсен, Рамона Ландграф, Катлин Бонат, Сусанне Ламе, Катрин Лангшвагер и другие. После ухода Грунда из сборной в 1984 наставниками национальной команды работали Герхард Фиделак, Зигфрид Кёлер, Экехард Бонке и Фолькер Шпигель.
1990 год стал последним в истории волейбольной сборной ГДР. Вскоре после крайне неудачного выступления на чемпионате мира в Китае (лишь одна победа в 6 проведённых матчах и 12-е итоговое место) произошло объединение Германии, а в 1991 году слились и волейбольные федерации двух немецких государств ГДР и ФРГ в единый Немецкий волейбольный союз. Тогда же была образована и женская волейбольная сборная объединённой Германии, основу которой составили волейболистки бывшей сборной ГДР — А.Радфан, М.Арльт, У.Штеппин (Ольденбург), С.Ламе, Б.Видеман, И.Пианка, К.Шульц, К.Радфан, С.Ягер. Главным тренером стал бывший наставник команды ГДР Зигфрид Кёлер.

## Результаты выступлений и составы

### Олимпийские игры
- 1964 — не квалифицировалась
- 1968 — не квалифицировалась
- 1972 — не квалифицировалась
- 1976 — 6-е место
- 1980 —  2-е место
- 1984 — отказ от участия
- 1988 — 5-е место

- 1976: Анке Вестендорф, Барбара Чекалла, Кристине Вальтер, Корнелия Рикерт, Гудрун Гартнер, Ханнелоре Майнке, Хельга Оффен, Ингрид Мирзвяк, Иоганна Штротцер, Ютта Бальстер, Карла Роффайс, Моника Майсснер. Тренер — Дитер Грунд.
- 1980: Уте Кострцева, Андреа Хайм, Аннетте Шульц, Кристине Муммхардт (Вальтер), Хайке Леман, Барбара Чекалла, Карла Роффайс, Мартина Шмидт, Анке Вестендорф, Карин Пюшель, Бригитте Фетцер, Катарина Буллин. Тренер — Дитер Грунд.
- 1988: Штеффи Шмидт, Сусанне Ламе, Моника Бой, Ариане Радфан, Катрин Лангшвагер, Майке Арльт, Брит Видеман, Уте Штеппин, Грит Йенсен, Дёрте Штюдеман, Хайке Йенсен, Уте Лангенау. Тренер — Зигфрид Кёлер.

### Чемпионаты мира
| - 1952 — не участвовала - 1956 — 8-е место - 1960 — не участвовала - 1962 — 7-е место - 1967 — отказ от участия - 1970 — 10-е место | - 1974 — 4-е место - 1978 — 8-е место - 1982 — отказ от участия - 1986 — 4-е место - 1990 — 12-е место |

- 1986: Моника Бой, Ариане Радфан, Катрин Лангшвагер, Майке Арльт, Уте Штеппин, Грит Йенсен, Дёрте Штюдеман, Хайке Йенсен, Катлин Бонат… Тренер — Зигфрид Кёлер.
- 1990: Сусанне Ламе, Ариане Радфан, Майке Арльт, Брит Видеман, Уте Штеппин, Грит Науман (Йенсен), Дёрте Техель (Штюдеман), Инес Пианка, Кристина Шульц, … Тренер — Зигфрид Кёлер.

### Кубок мира
- 1973 — не квалифицировалась
- 1977 — не квалифицировалась
- 1981 — не квалифицировалась
- 1985 — не квалифицировалась
- 1989 — 6-е место

### Чемпионаты Европы
| - 1949 — не участвовала - 1950 — не участвовала - 1951 — не участвовала - 1955 — не участвовала - 1958 — 8-е место - 1963 — 4-е место - 1967 — 4-е место - 1971 — 6-е место | - 1975 — 3-е место - 1977 — 2-е место - 1979 — 2-е место - 1981 — 4-е место - 1983 — 1-е место - 1985 — 2-е место - 1987 — 1-е место - 1989 — 2-е место |

- 1975: Анке Вестендорф, Барбара Чекалла, Кристине Вальтер, Корнелия Рикерт, Ханнелоре Майнке, Хельга Оффен, Ингрид Мирзвяк, Ютта Бальстер, Моника Майсснер, К.Геллер, Р.Бём, Шаллер. Тренер — Дитер Грунд.
- 1977: Анке Вестендорф, Барбара Чекалла, Кристине Муммхардт (Вальтер), Корнелия Рикерт, Хельга Оффен, Моника Майсснер, А.Маттке, Г.Ланганки, Г.Шрёдер, Андреа Хайм, Аннетте Шульц, Катарина Буллин. Тренер — Дитер Грунд.
- 1979: Анке Вестендорф, Барбара Чекалла, Кристине Муммхардт, Карла Роффайс, А.Маттке, Андреа Хайм, Аннетте Шульц, Катарина Буллин, Карин Пюшель, Бригитте Фетцер, Б.Интрау, М.Бурмайстер. Тренер — Дитер Грунд.
- 1983: Андреа Хайм, Хайке Леман, Карла Роффайс, Мартина Шварц (Шмидт), Моника Бой, Ариане Радфан, Майке Арльт, Уте Ольденбург, Грит Йенсен, Рамона Ландграф, Катрин Хайдрих, С.Шотт. Тренер — Дитер Грунд.
- 1985: Хайке Леман, Мартина Шварц, Моника Бой, Ариане Радфан, Майке Арльт, Уте Ольденбург, Грит Йенсен, Рамона Ландграф, Дёрте Штюдеман, Хайке Йенсен, Катлин Бонат, Петра Зендель. Тренер — Зигфрид Кёлер.
- 1987: Моника Бой, Ариане Радфан, Майке Арльт, Уте Ольденбург, Грит Йенсен, Дёрте Штюдеман, Хайке Йенсен, Катлин Бонат, Катрин Лангшвагер, Штеффи Шмидт, Сусанне Ламе, Анне Линдеман. Тренер — Зигфрид Кёлер.
- 1989: Ариане Радфан, Майке Арльт, Уте Штеппин (Ольденбург), Грит Науман (Йенсен), Дёрте Техель (Штюдеман), Сусанне Ламе, Брит Видеман, Инес Пианка, Кристина Шульц, Михаэла Питч, А.Хайман, К.Вайман. Тренер — Зигфрид Кёлер.

### «Дружба-84»
- 1984 —  3-е место

### Игры доброй воли
- 1986 — 7-е место
- 1990 — не участвовала

## Тренеры
- 1951—1953 — Фриц Дёринг
- 1954—1966 — Эгон Зауэр
- 1967—1970 — Гарри Айнерт
- 1971—1972 — Вольфганг Кипф
- 1973—1984 — Дитер Грунд
- 1984 — Герхард Фиделак
- 1985—1988 — Зигфрид Кёлер
- 1989 — Экехард Бонке
- 1989—1990 — Зигфрид Кёлер
- 1990 — Фолькер Шпигель